# Helena Kara
Helena Kara (16 de agosto de 1916 – 26 de febrero de 2002) fue una actriz finlandesa, una de las estrellas cinematográficas de su país en los años de la Segunda Guerra Mundial. Fue, junto a Lea Joutseno y Regina Linnanheimo, una de las actrices de cine sin antecedentes teatrales más populares de su tiempo. De su trabajo destaca su actuación en el melodrama Valkoiset ruusut.

## Biografía

### Inicios
Su nombre completo era Aini Helena Kara, y nació en Salo, Finlandia, siendo sus padres Otto Emil Dahl y Aina Josefina Forsberg. Toda la familia decidió cambiar su apellido en 1927, adoptando el nombre Kara. Su padre murió cuando ella tenía 11 años. 
A pesar de ello, Helena pudo iniciar estudios de secundaria en 2936 en Turku y tomó clases de baile. En 1937 falleció su hermano mayor a causa de un accidente de un avión militar. En esa época Helena conoció a un directivo de la productora Suomi-Filmi, Risto Orko, que le recomendó ir a Helsinki a pasar una prueba. Pronto actuó en su primer film, dirigido por Orvo Saarikivi, Miehen kylkiluu (1937).

### Carrera

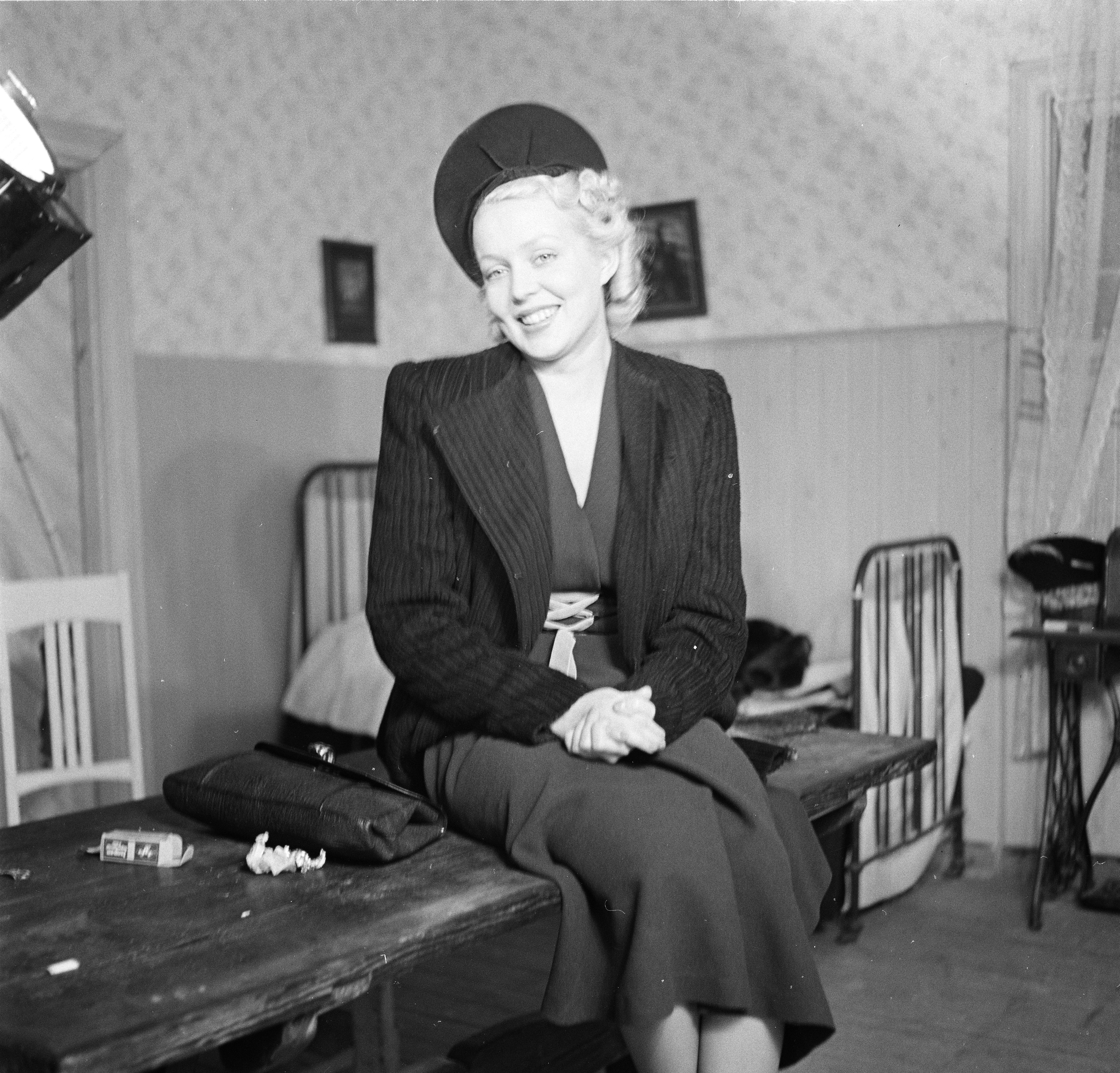
Helena Kara en 1939

Tras Miehen kylkiluun, Kara fue protagonista de varias comedias de Suomi-Filmi. Su segunda película fue dirigida por Risto Orko, Jääkärin morsian (1938), y su nombre no figuraba en los títulos de crédito. En el mismo año hizo su primer papel protagonista en la cinta de Orvo Saarikivi Poikamiesten holhokki. Su segundo papel protagonista llegó con otra comedia de Saarikivi, Hätävara (1939), basada en una novela de Hilja Valtonen, recibiendo Kara buenas críticas por su trabajo. Posteriormente hizo papeles más dramáticos, como ocurrió en la cinta de Orko Aktivistit (1939). 
Junto a Tuulikki Paananen y Sirkka Sari, Kara fue una de las intérpretes con sueldo fijo mensual de Suomi-Filmi. Al no tener experiencia teatral, la productora consideraba que no dejaría el cine para dedicarse a otras actividades como actriz. Las tres actrices solían ser retratadas juntas, creando una imagen de amistad, llegando a compartir apartamento Kara y Sari. Sin embargo, Sari falleció en un accidente en 1939 y Paananen emigró a Estados Unidos con el inicio de la Guerra de Invierno en ese año.
En 1942 Kara ingresó en la productora Suomen Filmiteollisuus, a la cual había pasado su esposo, Hannu Leminen, en 1940. En esta compañía ambos empezaron a trabajar juntos. Su primera película dirigida por Leminen fue el melodrama Puck (1942), basada en una novela de Gunnar Widegren. Después volvieron a trabajar juntos en Tuomari Martta (1943).
En octubre de 1942 la Cámara de Cine Alemana invitó a una delegación finlandesa a visitar Alemania durante dos semanas. En la delegación se encontraban los actores Lea Joutseno, Helena Kara, Regina Linnanheimo, Irma Seikkula y Leif Wager, así como los directores Wilho Ilmari, Hannu Leminen y Ilmari Unho. El viaje tuvo lugar entre el 10 y el 24 de noviembre de 1942. Fueron recibidos por el ministro Joseph Goebbels y conocieron estudios de cine en Berlín, Múnich y Viena.
Kara y Leminen rodaron juntos un total de 12 películas. Tras su paso a SF, Kara únicamente actuó en tres producciones dirigidas por otros realizadores. Fueron las dirigidas por Toivo Särkkä Sylvi (1944) y Anja, tule kotiin (1944), y la de Edvin Laine Tapahtui kaukana (1950). 
Se considera la mejor película del matrimonio el melodrama Valkoiset ruusut (1943), basada en una historia de Stefan Zweig publicada en 1922. El protagonista masculino fue Tauno Palo. Kara interpreta a su personaje en diferentes edades, como adolescente, mujer joven y mujer de edad mediana. La actriz consideraba el papel como el mejor de su carrera cinematográfica.
En 1947 Helena Kara pasó con su esposo a Adams-Filmi, productora fundada en 1912. En dicha compañía protagonizó tres películas. La primera de ellas, Tuhottu nuoruus (1947), tuvo poco éxito de taquilla. Sí tuvieron éxito Soita minulle, Helena! (1948) y Rosvo-Roope (1949).
En la primavera de 1950 Adams-Film se fusionó con Fenno-Filmi, apareciendo Fennada-Filmi. La única película de Kara con Fennada, basada en una novela de Jussi Kukkonen, fue Ratavartijan kaunis Inkeri (1950), sustituyendo a Ansa Ikonen, actriz a la que en un principio se le había propuesto el papel.
Aunque participó en dos producciones más, la estrella de Kara empezaba a menguar. A finales de la década de 1950 ella decía que ya no parecía tan joven, y era difícil que las actrices de mediana edad consiguieran papeles en Finlandia. Su último papel fue el de Leila en la cinta de Suomi-Film Hän tuli ikkunasta (1952). Después se retiró del cine y se dedicó a la vida familiar. Además, y según la propia actriz, otro factor decisivo en su retiro fue el mordisco de un perro en la cara, que le dejó una visible cicatriz.

### Últimos años
Tras su jubilación, Kara y su esposo vivieron en Portugal, en el Algarve, durante los inviernos, y en los veranos en las cercanías de Klaukkala. En 1992 se mudaron a Turku. En 1996 Kara aceptó ser entrevistada en el documental televisivo de Yleisradio Silmän lumo. Al siguiente año apareció en público por última vez en el Festival de cine finlandés de Turku, siendo ella la invitada principal. Ese mismo año enviudó y en 1998 fue a vivir a una residencia de ancianos en Helsinki, donde falleció en 2002, a los 85 años de edad, tras una breve enfermedad. Sus restos fueron enterrado en el Cementerio de Hietaniemi de Helsinki (bloque 13, línea 9, tumba 79B).
Tuvo tres hijos: Esa (1941–1964), Jari (1946) y Marjut (1949). 

## Filmografía
- 1937 : Miehen kylkiluu
- 1938 : Poikamiesten holhokki
- 1939 : Hätävara
- 1939 : Aktivistit
- 1939 : Punahousut
- 1940 : Kyökin puolella
- 1940 : Poikani pääkonsuli
- 1942 : Neljä naista
- 1942 : Puck
- 1943 : Valkoiset ruusut
- 1943 : Tuomari Martta
- 1944 : Suurin voitto
- 1944 : Sylvi
- 1944 : Anja, tule kotiin
- 1945 : En ole kreivitär
- 1945 : Vain sinulle
- 1947 : Hedelmätön puu
- 1947 : Tuhottu nuoruus
- 1948 : Soita minulle, Helena!
- 1949 : Rosvo-Roope
- 1950 : Tapahtui kaukana
- 1950 : Ratavartijan kaunis Inkeri
- 1952 : Hän tuli ikkunasta